# Давитадзе, Фериде Сулеймановна
Фериде Сулеймановна Давитадзе (1927 год, село Хуцубани, Кобулетский уезд, АССР Аджаристан, ССР Грузия — ?) — колхозница колхоза имени Сталина Хуцубанского сельсовета Кобулетского района, Аджарская АССР, Грузинская ССР. Герой Социалистического Труда (1949).

## Биография
Родилась в 1927 году (по другим сведениям — в 1920 году) в крестьянской семье в селе Хуцубани Кобулетского уезда. С 1947 года трудилась рядовой колхозницей на чайной плантации колхоза имени Сталина Кобулетского района.
В 1948 году собрала 8098 килограммов сортового зелёного чайного листа на площади 0,5 гектара. Указом Президиума Верховного Совета СССР от 29 августа 1949 года удостоена звания Героя Социалистического Труда за «получение высоких урожаев сортового зелёного чайного листа и цитрусовых плодов в 1949 году» с вручением ордена Ленина и золотой медали «Серп и Молот» (№ 4635).
Этим же указом званием Героя Социалистического Труда были награждены колхозницы Тунтула Хусаиновна Моцкобили, Аиша Мемедовна Джиджавадзе, Гули Хусаиновна Джиджавадзе, Хурие Ахмедовна Бабуладзе, Фадима Хасановна Катамадзе и Гули Алиевна Шакаришвили.
После выхода на пенсию проживала в родном селе Хуцубани Кобулетского района.